# Max Ehrlich
Max Michaelis Ehrlich (Berlijn, 7 december 1892 – concentratiekamp Auschwitz, 1 oktober 1944) was een Duitse cabaretier, acteur en filmregisseur.

## Leven
Max Ehrlich volgde vanaf 1911 een opleiding bij Max Reinhardt aan het Deutsches Theater Berlin waar hij in 1912 zijn eerste optreden gaf. In 1913 en van 1916 tot 1920 werkte hij in Breslau. Hij ontwikkelde zich in de jaren twintig tot een succesvol cabaretier. In 1926 volgde zijn filmdebuut met een bijrol in de door Reinhold Schünzel geproduceerde stomme film In der Heimat, da gibt's ein Wiedersehn! Na nog 15 films waarvoor hij soms ook de tussentitels schreef, volgde in 1930 met een bijrol in Richard Oswalds Wien, du Stadt der Lieder, Ehrlichs eerste geluidsfilm. Door de geluidsfilm werd hij nog populairder, toch had hij, behalve in korte films zoals Kurt Gerrons Kabarett-Programm Nr. 2 en Nr. 6 (1931) en Heinz Hilles Wer zahlt heute noch?, nooit een hoofdrol. Vanaf 1932 stond hij als regisseur van korte films regelmatig ook achter de camera.
Nadat de nationaalsocialistische regering aan de macht was gekomen werd Max Ehrlich als Jood niet in de Reichsfachschaft Film opgenomen, hij kon daardoor niet meer in Duitsland werken. Hij ging naar Wenen en toen zijn optredens ook daar werden verstoord, ging hij naar Zwitserland en naar Nederland. Vanwege heimwee keerde hij in 1935 toch terug naar Duitsland waar hij binnen het kader van de Joodse Cultuurbond onder beperkte voorwaarden weer kon optreden. Toen de politieke situatie met de Kristallnacht in november 1938 echter verder verslechterde ging hij in het voorjaar van 1939 naar Amsterdam waar hij zich bij het Joodse theater van Willy Rosen aansloot, het 'Theater der Prominenten', waar hij theaterstukken regisseerde.
In mei 1940 werd het neutrale Nederland bezet door Duitse troepen. Max Ehrlich werd in 1943 gevangen genomen en naar het Nederlandse doorgangskamp Westerbork gedeporteerd. Als leider van een groep gevangenen kon hij hier met, deels prominente, medegevangenen werken aan een serie theaterprogramma’s met sketches en liedjes en deze opvoeren onder de naam Gruppe Bühne Lager Westerbork:
- Bunter Abend, juli 1943
- Humor und Melodie, september 1943
- Bravo! De Capo!, oktober 1943
- Bunter Abend (2), maart 1944
- Bunter Abend (3), april 1944
- Total Verrückt, juni 1944

Op 4 september 1944 werd Ehrlich met de een na laatste deportatietrein naar het getto Theresienstadt en van daaruit naar Auschwitz gebracht alwaar hij in de gaskamer werd vermoord.

## Filmografie[5]
Acteur, tenzij anders vermeld:
- 1926: In der Heimat, da gibt's ein Wiedersehn!
- 1927: Familientag im Hause Prellstein
- 1927: Es zogen drei Burschen… / Drei Seelen und ein Gedanke - tussentitels
- 1928: Mascottchen - tussentitels
- 1928: Liebfraumilch
- 1928: In Werder blühen die Bäume - tussentitels
- 1928: Ihr dunkler Punkt
- 1928: Fräulein Chauffeur - tussentitels
- 1928: Flitterwochen - draaiboek, acteur
- 1928: Ein kleiner Vorschuß auf die Seligkeit - draaiboek
- 1928: Die tolle Komteß - draaiboek, tussentitels, acteur
- 1928: Die blaue Maus
- 1928: Die Wochenendbraut - tussentitels
- 1928: Das Haus ohne Männer - tussentitels
- 1929: Meineid
- 1928: Der schwarze Domino
- 1928: Wien, du Stadt der Lieder – draaiboek, acteur
- 1930: Susanne macht Ordnung
- 1930: Hokuspokus
- 1930: Die vom Rummelplatz
- 1930: Die Marquise von Pompadour
- 1930: Der Tanzhusar
- 1930: Der Korvettenkapitän / Blaue Jungs von der Marine
- 1930: Der Greifer - Draaiboek
- 1931: Um eine Nasenlänge
- 1931: Kabarett-Programm Nr. 6 (korte film)
- 1931: Kabarett-Programm Nr. 2 (korte film)
- 1931: Goldblondes Mädchen, ich schenk Dir mein Herz - Ich bin ja so verliebt…
- 1931: Die schwebende Jungfrau
- 1931: Der Storch streikt
- 1931: Der Schlemihl
- 1931: Der Hochtourist
- 1931: Schatten der Unterwelt
- 1932: Wer zahlt heute noch? (korte film)
- 1932: Wenn die Liebe Mode macht
- 1932: Revierkrank (korte film) - regie
- 1933: Mord im Kohlenkeller (korte film) - regie
- 1933: Kaczmarek als Rosenkavalier (korte film) - regie
- 1933: Herr Direktor engagiert (korte film)
- 1932: Die erste Instruktionsstunde (korte film) - regie
- 1932: Der falsche Hund (korte film) - regie, draaiboek, acteur
- 1933: Hugo's Nachtarbeit (korte film) - regie, draaiboek

## Werken
- Max Ehrlich (1928). Von Adalbert bis Zilzer. Gesammelte Theateranekdoten. Eden-Verlag, Berlin.